# Giuseppe Rizzardi Polini
Giuseppe Rizzardi Polini (Parma, 5 gennaio 1808 – Parma, 14 aprile 1881) è stato un architetto italiano.
Realizzò un gran numero di edifici privati e pubblici, soprattutto a Parma e Guastalla. Nel 1839 progettò e diresse i lavori di ricostruzione dei prospetti in stile neoclassico della villa Caumont Caimi di Felino, iniziando anche l'opera di sistemazione e arricchimento di piante esotiche nel grande parco, di cui mantenne inalterato l'impianto seicentesco.
Nel 1841 progettò e diresse i lavori di restauro dell'interno del Duomo di Guastalla, con variazioni alle cornici, al pavimento e alle grandi finestre della cupola. Nel 1844-1856 realizzò  gli estesi restauri del Duomo di Berceto. A Parma realizzò il rifacimento della facciata del palazzo Bulloni-Serra (via della Repubblica 40) e di quella della casa Conforti (via Farini 55).
Nel 1839 la Ducale Accademia di Belle Arti di Parma lo fregiò del titolo di accademico d’onore e pochi anni dopo, nel 1844, fu nominato professore. Il 25 giugno 1878 ne fu eletto presidente.
Fece parte dell’amministrazione comunale di Parma dal 26 luglio 1863. Rieletto più volte consigliere e membro della Giunta Municipale, fu incaricato di soprintendere ai lavori pubblici.